# Adrast

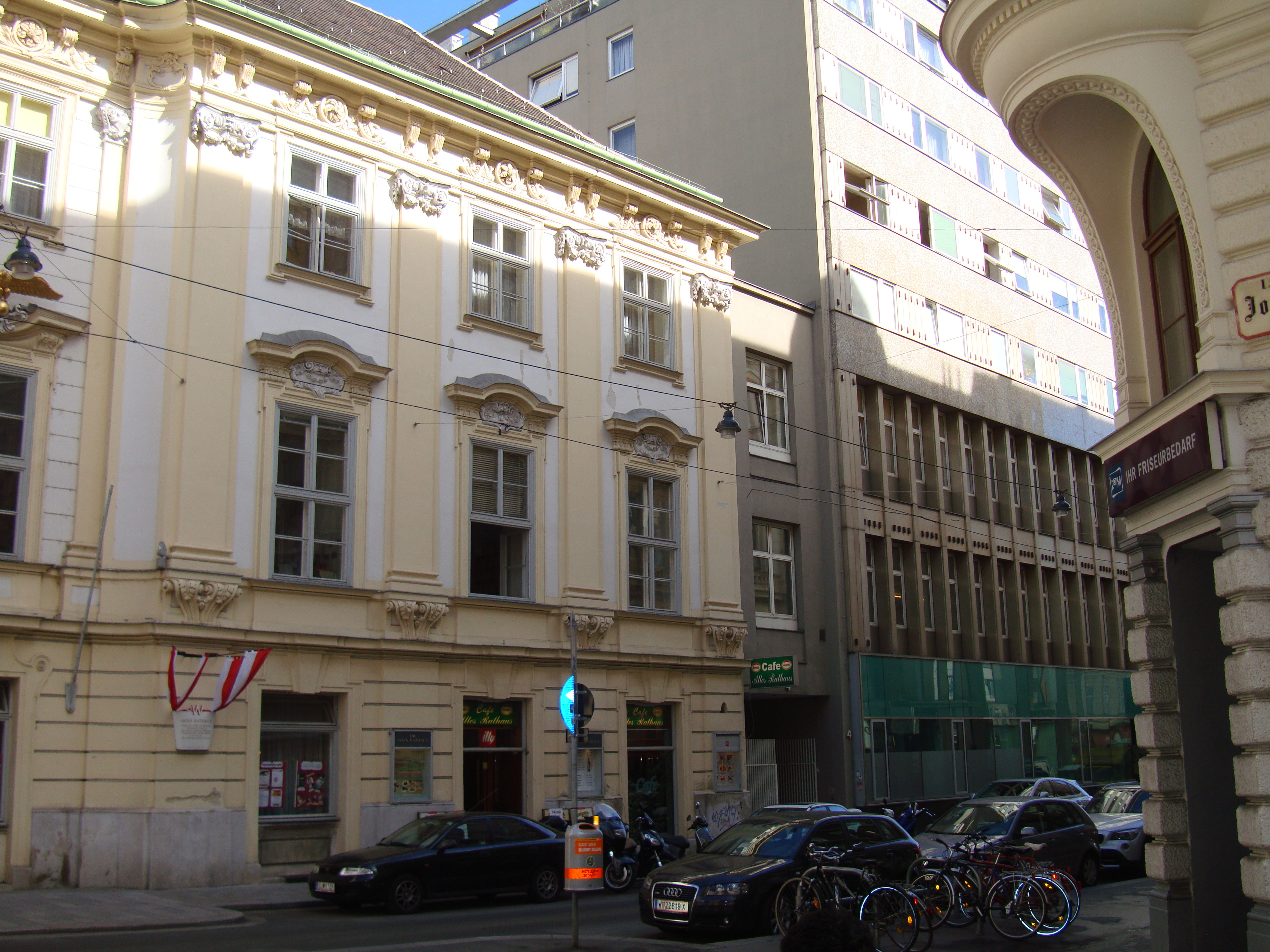
Während der Entstehung des Adrast 1819/20 lebten Schubert und Mayrhofer gemeinsam in einem Zimmer des inzwischen abgebrochenen Hauses rechts neben dem „Alten Rathaus“ in der Wipplingerstraße

Adrast ist eine unvollendete und bruchstückhaft überlieferte Oper von Franz Schubert (D 137, 1819/1820) nach dem Libretto von Johann Mayrhofer.

## Entstehung und Aufführungsgeschichte
Über die Entstehungsgeschichte des Adrast gibt es keine genaueren Informationen. Mayrhofers Textbuch, das sich auf eine Episode aus Herodots Historien bezieht, ist nur in den von Schubert vertonten Teilen überliefert, Ernst von Feuchtersleben verzichtete darauf, die ihm noch vorliegenden Manuskripte im Rahmen der Edition von Mayrhofers nachgelassenen Dichtungen zu veröffentlichen. So ist wohl nur ein Bruchteil der ursprünglich geplanten musikalischen Nummern vollständig orchestriert vorhanden. Darüber hinaus gibt es im Entwurf einige wenige, überwiegend arios gestaltete Rezitative.
1868 und 1875 wurden einzelne Nummern der Oper von Johann von Herbeck im Rahmen von Konzerten im Wiener Musikverein uraufgeführt. Die vollendeten Musiknummern erschienen 1893 in der alten Schubert-Gesamtausgabe und wurden dann u. a. 1946 im Schweizer Radio Beromünster, sowie in Wiener Konzerten 1978 und bei den Wiener Schuberttagen 1985, dirigiert von Helmuth Froschauer, aufgeführt.
Alle vollständig überlieferten Musiknummern und Entwürfe sind bei der Aufführung anlässlich des dreißigjährigen Jubiläums der Wiener Forschungsstelle der Neuen Schubert-Ausgabe zu Gehör gekommen. Das Konzert fand am 19. November 2010 in der Aula der Alten Universität Wien (Österreichische Akademie der Wissenschaften) unter der musikalischen Leitung von Mario Aschauer, dem Herausgeber der Partitur, statt. Inzwischen ist ein Mitschnitt dieser Aufführung unter dem Titel Klingende Forschung 1. Franz Schubert: Adrast D 137 Einzelnummern und Entwürfe zu einer Oper. Erste Gesamteinspielung mit wissenschaftlicher Einführung im Verlag der Österreichischen Akademie der Wissenschaften auf CD erschienen.

## Handlung
König Krösus (Bariton) beauftragt den jungen Adrast (Tenor) damit, seinen Sohn Atys (Tenor), der bereits mit Arianys (Sopran) vermählt ist, zu begleiten und zu beschützen. Auf Wunsch des Vaters soll Atys einen wilden Eber erlegen, der die Felder des Königreichs verwüstete. Bei der Jagd schleudert Adrast einen Pfeil auf den Eber, doch wird Atys getroffen. Adrast wird vergeben, aber er muss den Hof des Myserkönigs verlassen.